# Carolyn Waldo
Pour les articles homonymes, voir Waldo.
Carolyn Waldo, née le 11 décembre 1964 à Montréal au Québec, est une nageuse canadienne spécialisée en natation synchronisée. Tant en solo qu'en compagnie de Michelle Cameron en duo, elle remporte de nombreuses médailles internationales au cours de sa carrière. Ainsi, lors des Jeux olympiques de 1988 à Séoul, elle devient la première sportive canadienne à remporter deux médailles d'or lors de la même olympiade. . Vainqueur sur l'épreuve du solo, elle récidive avec sa compatriote Michelle Cameron sur le duo en s'imposant à chaque fois devant des nageuses américaines. Quatre ans plus tôt, Waldo remportait la médaille d'argent en solo lors des Jeux olympiques de Los Angeles.
Outre ces trois médailles olympiques, la québécoise compte également deux titres mondiaux à son palmarès (en 1986 à Madrid) ainsi que deux victoires au classement général de la Coupe du monde de la FINA.
Officier de l'Ordre du Canada, décorée à quatre reprises du Trophée Velma Springstead, elle est introduite comme membre honorifique de l'International Swimming Hall of Fame en 1994. Après son doublé olympique en 1988, elle a remporté le Trophée Lou Marsh récompensant le meilleur sportif canadien de l'année.

## Palmarès

### Jeux olympiques
- Jeux olympiques de 1984 à Los Angeles (États-Unis) :
  -  Médaille d'argent sur l'épreuve du solo.

- Jeux olympiques de 1988 à Séoul (Corée du Sud) :
  -  Médaille d'or sur l'épreuve du solo.
  -  Médaille d'or sur l'épreuve du duo.